# Absolute Championship Akhmat
Absolute Championship Akhmat (сокр. ACA, Абсолютный Чемпионат Ахмат) — российская промоутерская компания, проводящая бои по смешанным единоборствам (ММА), кикбоксингу и джиу-джитсу. Основана в 2014 году на базе бойцовского клуба «Беркут». До декабря 2018 года носила название ACB (Absolute Championship Berkut).

## Действующие чемпионы ACA в ММА
| Дивизион         | Весовой лимит | Чемпион                 | Дата завоевания титула                                | Количество защит |
| Тяжёлый вес      | 120 кг        | Евгений Гончаров        | 17 марта 2023 (ACA 154: Вахаев - Гончаров)            | 0                |
| Полутяжёлый вес  | 93 кг         | Адлан Ибрагимов         | 15 декабря 2024 (ACA 182: Одилов - Ибрагимов)         | 0                |
| Средний вес      | 84 кг         | Магомедрасул Гасанов    | 9 апреля 2021 (ACA 121: Гасанов - Дипчиков)           | 2                |
| Полусредний вес  | 77 кг         | Виталий Слипенко        | 26 февраля 2021 (ACA 118: Абдулаев - Вагаев 2)        | 0                |
| Лёгкий вес       | 70 кг         | Абдул-Азиз Абдулвахабов | 19 сентября 2020 (ACA 111: Абдулвахабов - Сарнавский) | 1                |
| Полулегкий вес   | 66 кг         | Алихан Сулейманов       | 22 июля 2022 (ACA 141: Фроес - Сулейманов)            | 0                |
| Легчайший вес    | 61 кг         | Олег Борисов            | 26 марта 2022 (ACA 138: Вагаев - Гаджидаудов)         | 1                |
| Наилегчайший вес | 57 кг         | Имран Букуев            | 26 февраля 2022 (ACA 136: Букуев - Акопян)            | 0                |

## История
История создания лиги начинается в 2009 году, когда её руководители Майрбек Хасиев и Руслан Хамзаев основали бойцовский клуб «Беркут». Первоначально в нём тренировалось не более 20 спортсменов, однако впоследствии клуб разросся до крупного спортивного объекта, в котором тренируется более 800 спортсменов. По мере роста начали проводиться внутриклубные гран-при по смешанным единоборствам. В 2014 году руководством клуба было принято решение об основании собственной бойцовской лиги – АСВ. 1 марта 2014 года в Грозном состоялся первый турнир под эгидой Absolute Championship Berkut.
В дальнейшем турниры лиги стали проводиться в различных регионах за пределами Грозного, а затем и за рубежом. В среднем, промоушен проводит 20-25 турниров в год. В 2016 году география турниров расширилась: были проведены турниры в Шотландии, Польше и Грузии. В 2017 году ивенты прошли уже в 12 странах, не считая России: США, Австрии, Польши, Англии, Таджикистане, Белоруссии, Турции, Казахстане, Канаде, Бразилии, Германии и Австралии. Состоялось немало знаковых поединков: столкновение между Анатолием Токовым и Арби Агуевым на турнире АСВ 38, жесточайший бой между Петром Яном и Магомедом Магомедовым, трёхраундовое противостояние Александра Шаблия с Эдуардом Вартаняном на АСВ 49, пятираундовый поединок между Маратом Балаевым и Юсуфом Раисовым на ACB 50 и другие. 
В сентябре 2018 года ACB приобрёл промоушен Tech Krep FC, бывший гендиректор которого, Алексей Яценко, стал вице-президентом организации.
В декабре 2018 года руководство лиги ACB официально объявило о слиянии с WFCA путём покупки последнего. В связи с этим, был произведён ренейминг промоушена, который стал называться АСА (Absolute Championship Akhmat). Президентом обновлённой организации был назначен Алексей Яценко.

## Особенности
Лига ACA выделяется как на фоне российских, так и на фоне зарубежных организаций. У АСA отсутствуют ринг-гёрлз, которые имеются во всех остальных организациях. Поединки в АСA судятся по записям пяти боковых арбитров (обычно поединки судят три боковых арбитра). Помимо этого, ACA развивает одновременно три направления: ММА, BJJ и кикбоксинг. Изначально устраивались турниры по боксу, но не увидев в них перспективы развития, организация отказалась от этой идеи. Еще одним отличием ACA от других промоушенов является то, что здесь женщины не участвуют в боях.

## «Young Eagles»
В своем составе ACA ММА имеет младшую лигу «Young Eagles» (с англ. «Молодые орлы»). Здесь выступают начинающие профессиональные бойцы, которые собираются связать свою карьеру с ММА. Спортсмены, которые успешно выступают в младшей лиге, могут получить контракт с основной лигой ACA. 

## ACB: JJ
Направление ACB: JJ начало своё существование в начале 2017 года. Изначально было проведено три турнира серии Berkut JJ. После чего лига ACB упразднила ранее существовавший турнир супер-схваток и объявило о создании полноценного  промоушена по бразильскому джиу-джитсу, который получил название «ACB: JJ». 25 февраля 2017 года в Калифорнии состоялся первый турнир организации. Руководителем крыла ACB: JJ стал Заурбек Хасиев. В направлении есть шесть весовых категорий: 60кг, 65кг, 75кг, 85кг, 95 кг и 95+. Поединки проходят в отдельно в двух форматах: Gi и No Gi. Судейство осуществляется таким же образом, как и в ММА: схватка длится 3 раунда по 5 минут. Чемпионские схватки проходят в формате 5 раундов по 5 минут. Каждый раунд оценивается по 10 бальной системе, схожей с ММА и боксом. Чемпионы организации награждаются поясом.
Чемпионы в категории Gi:
| Весовая категория | Имя спортсмена |
| 60 кг             | Жоао Мияо      |
| 65 кг             | Пауло Мияо     |
| 75 кг             | Едвин Наджми   |
| 85 кг             | Габриел Аргес  |
| 95 кг             | Фелипе Пена    |
| 95+ кг            | Луиз Панза     |

Чемпионы в категории No Gi:
| Весовая категория | Имя спортсмена |
| 60 кг             | TBD            |
| 65 кг             | Пауло Мияо     |
| 75 кг             | Марсио Андре   |
| 85 кг             | Джош Хингер    |
| 95 кг             | TBD            |
| 95+               | Виктор Онорио  |

## Kickboxing
Направление ACA: KB начало своё существование в 2015 году. Изначально турниры лиги проводились по системе гран-при в трёх весовых категориях: до 60 кг, до 70 кг и 95+. 25 апреля 2015 был проведён проведен первый этап турнира Grand Prix ACB KB. В итоге, чемпионами гран-при стали: среднем весе Сайфуллах Хамбахадов, в легком - Александр Коновалов, и в тяжелом – Джонатан Диниз. После прихода Магомеда Мицаева лига отказалась от системы Grand Prix и ввела новые весовые категории: до 65 кг, до 70 кг, до 77 кг, до 85 кг и 95+.
Президентом лиги «АСA: КВ» является Яраги Гитаев. Изначально возглавлял организацию Муса Шихабов, однако после того, как он в 2016 году занял пост вице-президента клуба «Ахмат», на этой должности его заменил Магомед Мицаев. 

## Раунды
Каждый раунд длится пять минут. Обычные, нетитульные поединки длятся три раунда, чемпионские бои проходят в формате пяти раундов. Перерыв между раундами составляет одну минуту.

## Весовые категории
На данный момент в АСA ММА существует восемь весовых категорий.
| Вес (кг) | Вес (lbs) | Русское название категории | Английское название категории | Пол     |
| -------- | --------- | -------------------------- | ----------------------------- | ------- |
| 93 — 120 | 206 — 265 | Тяжёлый вес                | Heavyweight                   | Мужской |
| 84 — 93  | 186 — 205 | Полутяжёлый вес            | Light heavyweight             | Мужской |
| 77 — 84  | 171 — 185 | Средний вес                | Middleweight                  | Мужской |
| 70 — 77  | 156 — 170 | Полусредний вес            | Welterweight                  | Мужской |
| 66 — 70  | 146 — 155 | Лёгкий вес                 | Lightweight                   | Мужской |
| 61 — 66  | 136 — 145 | Полулёгкий вес             | Featherweight                 | Мужской |
| 57 — 61  | 126 — 135 | Легчайший вес              | Bantamweight                  | Мужской |
| 53 — 57  | 116 — 125 | Наилегчайший вес           | Flyweight                     | Мужской |

## Судейство
Каждый бой оценивают пять независимых судей по десятибалльной системе. За каждый раунд боец максимально может получить 10 баллов, минимум 8, по итогам боя баллы суммируются и выставляется общая оценка. При трехраундовом бое максимальная оценка составляет тридцать баллов, при пятираундовом пятьдесят баллов.

### Комментарии
1. ↑  По состоянию на 27 августа 2022 г.